# Mura di Massa
Le mura di Massa, che racchiudono al loro interno la città, sono state costruite in due diversi periodi, le prime nel XV secolo e le seconde, ampliamento delle precedenti, nel XVI.

## La prima cerchia muraria
Si ha notizia di una prima cerchia muraria risalente al 1230 che abbracciava la parte sommitale del colle del primitivo castello obertengo da una concessione data a donnicella Benedetta per costruire una casa che dalla strada toccasse le mura di Porta Vetera, uno spazio di dieci braccia. Di questo tracciato probabilmente rimane la parte orientale, che sarebbe stata ripresa da Giacomo Malaspina per la nuova cerchia muraria, e la parte a nord e nord-ovest del colle, riutilizzata come terrazzamento per un oliveto, che si prolunga fino all'attuale porta del castello, sotto cui negli anni '90 sono state ritrovate tracce di strutture murarie.

## Le mura di Giacomo Malaspina

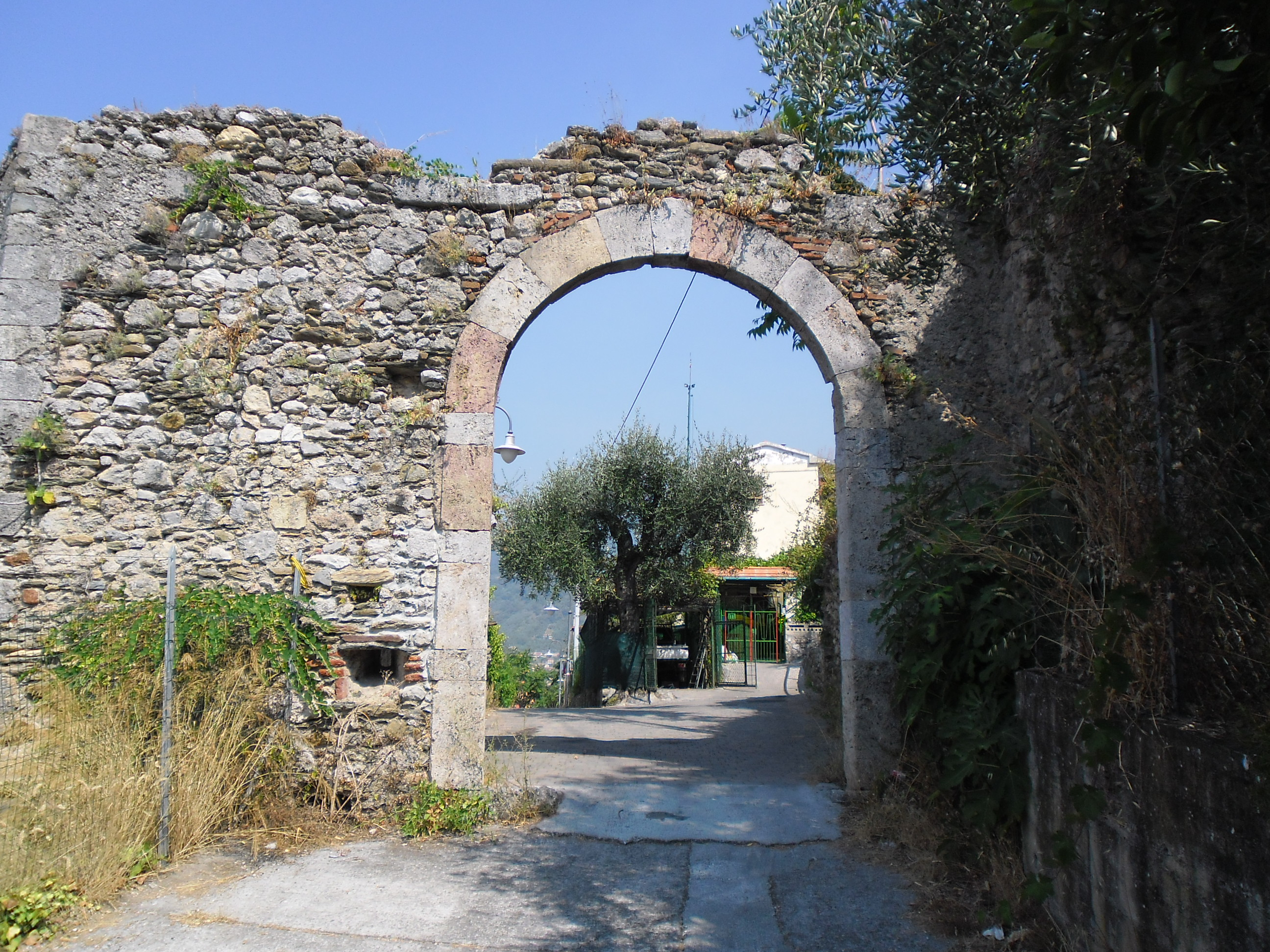
Porta Quaranta

Alla metà del XV secolo Giacomo I Malaspina, signore ma non ancora legittimo marchese di Massa, dà avvio alla costruzione di un tracciato murario a protezione del borgo sorto nei pressi del castello, già obertengo, che dall'alto della collina su cui era posto dominava il passaggio tra gli altri stati malaspiniani ed i possedimenti genovesi, a nord, e quelli lucchesi e fiorentini a sud. Le mura sono concluse nel 1461: costruite con pietrame e calce, circondano a mezza costa la collina, e sono dotate di feritoie e quattro porte d'accesso, ognuna delle quali fornita di archibugiera e ponte levatoio.
- Porta Bertesca, che immetteva nel borgo nella zona meridionale del borgo della Rocca; ne rimane parte dell'arco.
- Porta Portello, in località Groppino
- Porta Quaranta (XV-VI secolo), tuttora esistente in località Le Grondini[3]: si trova alle pendici del Castello Malaspina costituendo l'accesso meridionale alla Massa vecchia, cioè al borgo precedente all'espansione cybea, sorto tutto intorno e a breve distanza dal castello. Infatti è databile al periodo del marchese Giacomo I Malaspina, bisnonno di Alberico I, che diede avvio alle fortificazioni in questa zona per difendere il borgo sorto alle pendici del colle. Da alcune vedute d'epoca si vede che era preceduta da un ponte levatoio con fossato e che era difesa da un bastione pentagonale. Questi controllava il percorso nord - sud che, oltrepassato il fortificato Borgo del Ponte vicino al Frigido e Bagnara, proseguiva verso Pietrasanta e la Toscana. Della porta ogge resta solamente l'arco a tutto sesto, i cardini ed una feritoia.
- Porta San Jacopo, che dominava il sottostante borgo di Bagnara, ove oggi sorge il centro storico dell'attuale Massa, di cui rimane una feritoia tamponata nei dintorni della chiesa di Santa Chiara.

## Le mura di Alberico Cybo-Malaspina

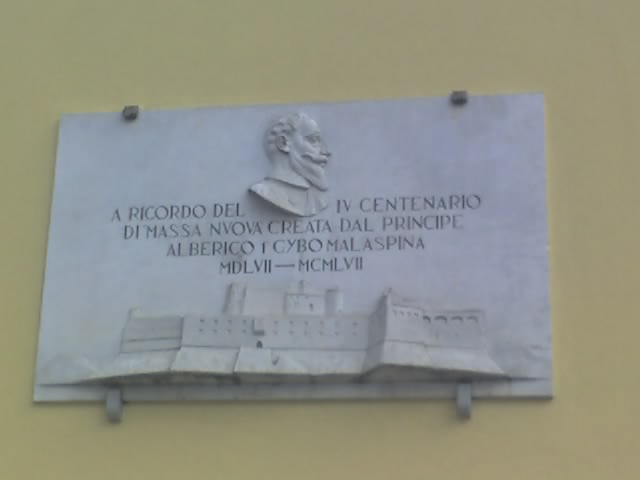
Targa con il profilo di Alberico I, commemorante l'ampliamento della città e l'erezione delle mura

Fin dalla prima metà del XVI secolo fu evidente che la nuova Massa sarebbe sorta nella piana sulla riva sinistra del fiume Frigido, ai piedi del colle su cui si erge il Castello Malaspina, che anticamente era denominata Bagnara. Nel 1557 il principe di Massa, Alberico I Cybo-Malaspina, volle riorganizzare la città in base alle concezioni urbanistiche tardo-rinascimentali e pre-barocche e avviò anche la costruzione delle mura cittadine. In effetti, più che ad una reale necessità difensiva e militare, la costruzione della nuova città di  Massa Cybea e delle mura risposero alla sentita esigenza politica ed ideologica di 'dare forma' alla città, che era anche la capitale di uno stato, e di 'definirne' il luogo urbano in opposizione al contado sterno. La storia dimostra, infatti, che le mura della città non vennero mai attaccate.
La nascita della nuova città portò ad un passaggio da una società rurale con una cultura medioevale ad una società con una cultura della città-principato. Il 31 maggio 1557 Alberico chiese agli Anziani della Repubblica di Lucca di rendergli disponibile per tre o quattro giorni l'architetto Baldassarre Lanci d'Urbino, per servirsene nei lavori delle mura di Massa. La licenza venne accordata per i tre giorni di festa successivi al 5 giugno. Il tempo limitato e la precisazione con il quale Alberico richiese la presenza dell'architetto di Urbino chiariscono l'entità del suo intervento, circoscritta alle difficoltà insorte a causa del suolo acquitrinoso. L'intervento di Lanci, esperto architetto militare, all'impresa massese appare limitata ad una consulenza tecnico-statica, tra il 5 e l'8 giugno 1557. Alberico studiò con Baldassarre Lanci il progetto della cortina muraria della città, essa doveva unire la parte nuova, ancora da costruire con il borgo antico, che si trovava sotto il castello, l'impianto urbanistico di Massa Cybea avrà una forma a stella.
Il 10 marzo 1557 il principe iniziò la fortificazione del borgo, ma fu il 10 giugno dello stesso anno che Alberico posò la prima pietra della cortina muraria di Massa Cybea: questo giorno verrà ricordato solennemente ogni anno per volere del marchese. Nello scavo di fondazione vennero poste delle monete d'oro e d'argento per buon auspicio alla città nascente. Questo luogo è ancora parzialmente esistente e si chiama Piattaforma del marchese, utilizzato come giardino del Palazzo Cadetti.
Gaspero Venturini, cortigiano e uomo d'arme, fiduciario di Casa Cybo-Malaspina, scrisse che "A il dì 9 di marzo 1557, S.S Ill.ma si partì da Carrara et venne a Massa per dar principio alla fortificazione del borgho di marte; et il dì 12 sopra detto si incominciò a lavorare di fassina. S.S ill.ma con sua mano piantò la prima, poi tutta la sua Corte. Et il principio fu alla piattaforma che guarda verso la marina. Che Idio gli dia lungha vita et lo mantenghi in felice stato con tutta la sua Casa", aggiungendo anche che "piantorno la prima pietra nella piatta forma che guarda verso la marina, con metterli né fondamenti medaglie d'oro at d'arzento con pietre scritte, in memoria del principio di questa fortificacione".
Tommaso Anniboni intraprendente mezzadro e commerciante all'epoca di Alberico, dichiara che "A dì 10 marzo 1557 si principiò a zappare et a fare i bastioni e i fossi per murare il borgo di Bagniara". e "a dì 10 Zugnio 1557 si de principio a murare et cominciossi a murare la piatta forma del marchesola quale sé sotto la piazza con molte cerimonie et processioni."
L'impegno economico e lavorativo fu assai rilevante e tutti furono chiamati a contribuirvi. Inoltre Alberico riuscì ad ottenere che le chiese locali sospendessero i pagamenti al vescovo e li versassero, come contributo, alla costruzione delle mura.
Con l'avvio della costruzione della mura, venne aperto un grande cantiere che rimase aperto per oltre sessant'anni, dal 1557 al 1617, anno in cui i lavori vennero ultimati. Guidati da esperti maestri muratori, Alberico coinvolse anche i sudditi, obbligati a prestare settimanalmente una giornata di lavoro gratuito al cantiere e di fornire pietre per la costruzione delle mura. Alla costruzione delle mura parteciparono anche muratori lombardi come testimonia il fatto che il 27 luglio 1561, Alberico accettò come suddito e vassallo il maestro Stefano Borro da Cusagno, per la sua arte, molto utile per fabbricare le mura.
L'impresa ebbe anche scopo politico e sociale di unire la popolazione massese costruendo un'identità collettiva. Per favorire il popolamento all'interno delle mura, Alberico donò a numerose famiglie massesi porzioni di terra in modo che questi vi costruissero le proprie abitazioni. Alberico trovò il modo di coinvolgere nell'impresa anche la chiesa locale, con un atto del 6 novembre 1557, stipulato nel palazzo di Bagnara, tra Alberico e il cardinale Carlo Caraffa, legato della sede apostolica, l'accordo stabiliva che per sedici anni consecutivi, le autorità ecclesiastiche dovevano contribuire alle spese di costruzione delle mura di Massa, per una cifra non superiore a 220 scudi l'anno. Il Marchese in cambio assicurava di offrire protezione e sicurezza alle chiese e alle istituzioni religiose.
Volendo sapere come procedevano i lavori delle muraglie iniziate nel 1557, per un ordine ricevuto da Genova nel 1578, Alberico conferì ai suddetti Tommaso Belatti, console di Bagnara, Francesco Giandomenici, Giovan Battista Serrati, Domenico Ponzarelli da Carrara e i muratori Alessandro di Vincenti e Francesco di Bernardino del Barba, l'autorità di misurare, rilevare e saldare i conti. Costoro il 29 settembre 1578, assieme ai muratori responsabili per la costruzione delle mura Marcantonio Manetti e Domenico Fassora, annotarono dal portone di S.Francesco l'esecuzione di 125 canne e 5 braccia di mura. Tutto questo per un costo di 7 lire a canna, esclusi i sassi, per un totale di 877 lire e 15 soldi.
A distanza di vent'anni i lavori, iniziati alla piattaforma situata sotto la piazza, proseguivano in direzione nord-est, lungo il lato trasversale verso Borgo del Ponte. Il 30 ottobre 1564 venne costruita Porta Toscana; tre anni dopo, una fortissima pioggia causò il crollo di ottanta braccia di muro. Verso la fine degli anni '60 del cinquecento il tratto meridionale delle mura dalla piattaforma alla Porta Toscana era concluso. Sul finire degli anni '70 invece i lavori interessavano la parte nord-orientale delle mura urbane. Il 23 luglio 1617 le mura di Massa vennero terminate.
Le mura rimasero intatte fino al 1860; in seguito all'Unità d'Italia la cortina verso la marina fu demolita mentre quella della Santissima Annunziata venne inglobata in edifici.

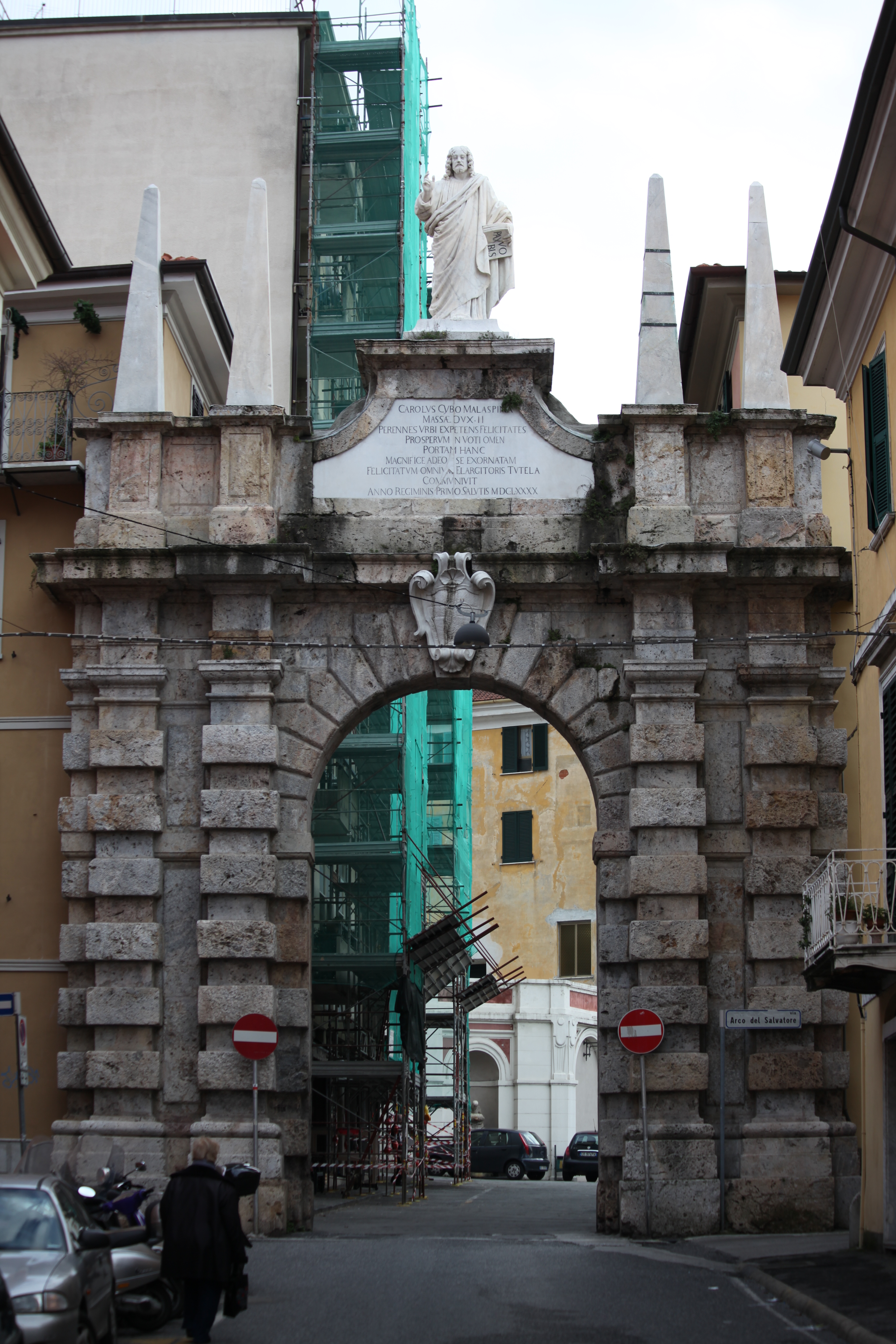
Porta del Salvatore (Massa)

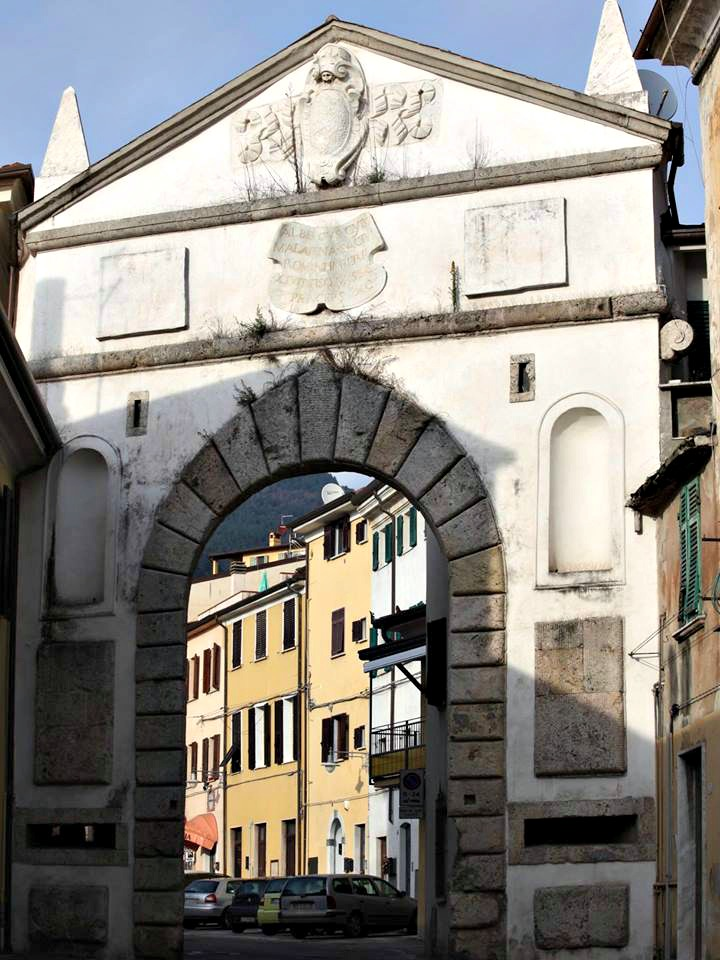
Porta Martana (Massa)

Le porte, partendo da sud in senso antiorario, sono:
- Porta Martana (XVI secolo) che si apre su Piazza Martana, tuttora esistente
- Porta Fabbrica (XVIII secolo), scomparsa: viene aperta in direzione mare (oggi è ricordata dall'omonima strada, via Porta Fabbrica) a seguito della costruzione della Villa la Rinchiostra, casino di caccia favorito dal duca Carlo II Cybo-Malaspina. Prende il nome dalla costruzione (fabbrica) della chiesa di San Pietro[12]. L'originaria chiesa ingombrava la parte meridionale dell'attuale Piazza Aranci e nel 1672 era crollata in gran parte: il duca la volle edificare in prossimità delle mura, ma l'opposizione della popolazione e del clero locale portarono al restauro dell'anico edificio, mentre il nuovo, seppur parzialmente costruito, rimase allo stato di rudere fino alla sua pressoché totale distruzione nel 1815.
- Porta San Francesco, posizionata nel retro di Porta del Salvatore; non più esistente
- Porta del Salvatore o Portone, (XVI secolo) tuttora esistente; fungeva da antiporta
- Porta del Rocchetto, scomparsa

In città è presente anche un'altra porta che si trova nel rione di Borgo del Ponte, questa non era inglobata nelle mura ma era a controllo del fiume Frigido.

## Bastioni, cortine e fortificazioni
I baluardi e le cortine erano elementi difensivi della cerchia muraria. Nelle  mura di Massa se ne contavano numerosi esempi.
A partire da Porta Martana si trova:
- Baluardo del colle
- Cortina del Castello e Castello Malaspina

fino a  Porta del Rocchetto, poi
- Cortina di Volpigliano
- Baluardo San Francesco
- Cortina di San Francesco

fino a  Porta San Francesco, poi
- Cortina Santissima Annunziata
- Baluardo Santissima Annunziata
- Cortina di San Sebastiano
- Baluardo San Sebastiano

fino a  Porta Fabbrica, poi
- Cortina della Marina
- Piattaforma del marchese
- Cortina della Martana
- Baluardo Martana.